# Vladimír Málek
Vladimír Málek (* 12. listopadu 1964) je český římskokatolický kněz, který působil mimo jiné jako osobní sekretář kardinála Vlka (v letech 1998 až 2004) a ředitel Pastoračního střediska Arcibiskupství pražského (2004–2011).

## Život
Pochází z Hlinska. Narodil se jako třetí ze čtyř dětí ve věřící rodině, jeho rodiče pracovali v zemědělství. V dětství ministroval, ve čtvrtém ročníku svého středoškolského studia byl také kostelníkem. Po maturitě v roce 1983 vstoupil do kněžského semináře v Litoměřicích, jeho bohoslovecká studia přerušila v letech 1985–1987 základní vojenská služba, kterou absolvoval v Přerově. Ještě v průběhu studia vstoupil do jezuitského řádu. Kněžské svěcení přijal 30. června 1990 v Hradci Králové z rukou biskupa Otčenáška.
Nejprve působil osm měsíců jako farní vikář v pražské farnosti u kostela sv. Ignáce z Loyoly, následně byl vyslán do Říma, kde rok pracoval jako pomocný redaktor Vatikánského rozhlasu a současně začal postgraduální studia na fakultě sociálních nauk na Gregoriánské univerzitě. Po návratu do vlasti strávil rok v Kolíně, během něhož také vyučoval náboženství na Arcibiskupském gymnáziu v Praze, poté se stal rektorem kostela sv. Ignáce z Loyoly v Praze a zároveň představeným pražské jezuitské komunity. Od roku 1998 pracoval jako osobní sekretář a ceremonář pražského arcibiskupa Miloslava kardinála Vlka. V roce 2000 požádal generálního představeného Tovaryšstva Ježíšova o dispenz od prvních slibů a z jezuitského řádu regulérně vystoupil. Od 1. července 2004 do 30. června 2011 byl ředitelem Pastoračního střediska Arcibiskupství pražského a rektorem in spiritualibus kostela sv. Vojtěcha v pražských Dejvicích.
Významně se podílel na organizaci návštěvy papeže v České republice v roce 2009 a svými komentáři provázel televizní přenosy z této návštěvy, jakož i dalších českých a zahraničních bohoslužeb, především z Vatikánu. Od 1. května 2010 do 31. prosince 2013 byl v pražské arcidiecézi odpovědný za rozvoj duchovní a pastorační péče ve vztahu k zahraničí a koordinaci této péče poskytované cizincům. Již několik let (od roku 2005) působí také externě na nunciatuře v Praze a od 1. července 2011 byl ustanoven rektorem kostela sv. Martina z Tours ve středočeských Líbeznicích. Dne 8. září 2011 jej papež Benedikt XVI. jmenoval kaplanem Jeho Svatosti. Od 1. ledna 2014 se stal zaměstnancem České biskupské konference.